# Natação nos Jogos Olímpicos de Verão da Juventude de 2014 - 400m livres Rapazes
As provas de natação' dos' 400m livres de rapazes nos Jogos Olímpicos de Verão da Juventude de 2014 decorreram a 17 de Agosto de 2014 no natatório do Centro Olímpico de Desportos de Nanquim em Nanquim, China. A final da competição foi a primeira prova de natação a atribuir medalhas nos Jogos, com o ucraniano Mykhailo Romanchuk a vencer em 3:49:76. Marcelo Alberto Acosta, de El Salvador, foi medalha de Prata, enquanto Henrik Christiansen conquistou o Bronze.

## Medalhistas
| Ouro   | UKR Mykhailo Romanchuk     |
| Prata  | ESA Marcelo Alberto Acosta |
| Bronze | NOR Henrik Christiansen    |

## Resultados da final
| Pos.              | Linha | Nadador                         | Tempo total | Diferença |
| ----------------- | ----- | ------------------------------- | ----------- | --------- |
| Medalha de ouro   | 6     | UKR Mykhailo Romanchuk          | 3:49.76     |           |
| Medalha de prata  | 3     | ESA Marcelo Alberto Acosta      | 3:51.32     | +1.56     |
| Medalha de bronze | 7     | NOR Henrik Christiansen         | 3:51.55     | +1.79     |
| 4                 | 4     | EGY Akram Ahmed                 | 3:51.78     | +2.02     |
| 5                 | 2     | ISR Ido Haber                   | 3:53.55     | +3.79     |
| 6                 | 5     | POL Jacek Wojciech Wojdak       | 3:53.96     | +4.20     |
| 7                 | 1     | BRA Luiz Altamir Melo           | 3:55.07     | +5.31     |
| 8                 | 8     | ESP Guillermo Sanchez Gutierrez | 3:56.08     | +6.32     |